# 大崎善生
大崎 善生（おおさき よしお、1957年（昭和32年）12月11日 - 2024年8月3日）は、日本の作家、元雑誌編集者。

## 来歴・人物
北海道札幌市出身。実家は作家の原田康子宅の隣にあり、小学生時代に原田と交流があった。大崎が吉川英治文学新人賞を受賞した翌年に原田が吉川英治文学賞を受賞し、授賞式で原田は「隣の僕ちゃんが昨年吉川英治文学新人賞を受賞されて……」とユーモラスなスピーチを披露した。
祖父、父、伯父たち（父の兄弟）、兄の皆が医師で（兄は当時医学生）、大崎自身も医学部進学を望まれていたが、父の反対を押し切って上京した。
早稲田大学時代は文学青年で、フィリップ・K・ディックやロバート・A・ハインライン、カート・ヴォネガットなどを夢中で読んでいた。一方で、大都会での生活に馴染めず、部屋にこもって少女漫画ばかり読んでいた時期もあり、特に吉田秋生の『河よりも長くゆるやかに』や『夢みる頃をすぎても』などの青春ものに胸をときめかせていた。同じ頃、大学生活にも適応できず、やがて将棋に熱中するようになる。学校に行かず、アルバイトもせず、新宿将棋センターに入り浸る生活を送り、約1年でアマチュア最高位の四段まで昇段した。また、角落ちから将棋の手ほどきをしてくれた府川充男らと、雑誌『同時代音楽』の編集に携わる。
毎日将棋を指しに来る大崎を見ていた将棋道場の席主の紹介により、卒業後の1982年、日本将棋連盟に就職し、道場の手合い係を経て、雑誌編集部に移り、『将棋年鑑』『将棋マガジン』『将棋世界』を手がける。1991年に『将棋世界』編集長となり、真部一男「将棋論考」、河口俊彦「新・対局日誌」などを企画する。1996年、高橋和二段を連れてヨーロッパ4カ国の将棋ファンを指導するという企画を立てた。
1998年4月、青野照市九段と共にスウェーデンとノルウェーの二か国を現地の将棋ファンとの交流と指導対局ために訪れた［18,19］。1997年春に加藤完司というオスロの駐在員からのファックス、そしてほぼ同時期にスウェーデンからのメールが届き、これを契機に両者との交信が続いていた。1998年の正月に青野九段からプライベートの旅行の行程の途中に北欧を組み入れ指導対局ができないだろうかの申し入れを受けた。これらの偶然が重なり実現したものである。1999年には中座真四段（当時）と共にノルウェーを再訪した。
33歳の時に初めて受けた健康診断の結果に因んで、先崎学八段に“ミスターガンマーGTP”というニックネームを付けられた（その後の生活改善により数値も降下した）。
2000年、将棋棋士の村山聖の生涯を追ったノンフィクション小説『聖の青春』で作家デビュー。本作の題材は元々、友人が育てていたノンフィクションの書き手が執筆する予定だった。しかし、その書き手が病気で急逝。物語の執筆者としてフィットする人が見つからず、その友人が「大崎さんが書いてくれるとええんやけどなあ」と漏らした。その一言が転機となり、大崎が手掛ける事となった。同作は第13回新潮学芸賞を受賞した。
テレビマンユニオンの元会長萩元晴彦とは親友と言える仲で、同作に惚れ込んだ萩元が出版元の講談社と直談判し同作の映像化権を獲得、ドラマ化された。同作はのちに、漫画化・舞台化もされた。
2001年に退職し、専業作家となった。同年の『パイロットフィッシュ』からは、将棋から離れ、小説を発表。
2003年春、かねてより交際していた高橋和と結婚。年に3か月は精神的な栄養補給のために海外を放浪したいという大崎の考えにも賛成してくれ、パチスロという楽しみを教えてくれた彼女との結婚は、決して人生の転機にならないだろうという理由が決め手となった。
2011年2月、NHK教育テレビジョンにて『こだわり人物伝 升田幸三 伝説の棋士』のメインパーソナリティーを務めた（2月2日から毎週全4回）。
料理は趣味の一つで、取材で長期滞在したヨーロッパで食べたようなブイヤベース、ボンゴレ・ビアンコ、また燻製ベーコンなど時間と手間のかかるものが好きである。愛煙家だったが、47歳から禁煙を始めた。
村上春樹は特別な存在で、村上の作品の中でも『風の歌を聴け』は一段と鮮明な輝きを恒常的に放ち続けていると述べている。また、自分がもっとも繰り返し読んだ本も村上の『風の歌を聴け』『1973年のピンボール』『納屋を焼く』『パン屋再襲撃』『中国行きのスロウ・ボート』のどれかであるとのこと。
2023年11月、2022年に咽頭がんのため声帯を全摘出したことを公表した。
2024年8月3日、下咽頭がんのため東京都武蔵野市の自宅で死去。66歳没。

## 略歴
- 1982年 日本将棋連盟に就職。
- 1991年 「将棋世界」編集長に就任。
- 1997年　第9回将棋ペンクラブ大賞の一般部門の大賞を、田辺忠幸・弦巻勝・高橋和・大崎善生・土方芳枝の共著による「和とレッスン・スペシャル」（将棋世界、連載）により受賞。
- 2000年 「聖の青春」にて、第13回新潮学芸賞を受賞、第12回将棋ペンクラブ大賞を受賞。
- 2001年 日本将棋連盟を退職。「将棋の子」にて、第23回講談社ノンフィクション賞を受賞。
- 2002年 「パイロットフィッシュ」にて、第23回吉川英治文学新人賞を受賞。
- 2003年 高橋和（1976年生）と結婚。
- 2008年 中野英伴との共著『棋神』で第20回将棋ペンクラブ大賞文芸部門を受賞。

## 著書

### ノンフィクション
- 『聖の青春』（2000年2月 講談社 / 2002年5月 講談社文庫 / 2003年4月 青い鳥文庫 / 2015年6月 角川文庫）
- 『将棋の子』（2001年5月 講談社 / 2003年5月 講談社文庫）
- 『ドナウよ、静かに流れよ』（2003年6月 文藝春秋 / 2006年6月 文春文庫）
- 『赦す人』（2012年11月 新潮社 / 2015年5月 新潮文庫） - 団鬼六の評伝
- 『いつかの夏―名古屋闇サイト殺人事件』（2016年11月 KADOKAWA / 2019年3月角川文庫） - 『小説野性時代』2016年2月号 - 10月号連載

### 小説
- 恋愛三部作（雑誌編集者・山崎隆二が主人公のシリーズ）
  - 『パイロットフィッシュ』（2001年10月 角川書店 / 2004年3月 角川文庫）
  - 『アジアンタムブルー』（2002年8月 角川書店 / 2005年6月 角川文庫）
  - 『エンプティスター』（2012年2月 角川書店 / 2015年1月 角川文庫）
- 『九月の四分の一』（2003年4月 新潮社 / 2006年3月 新潮文庫）
- 『ロックンロール』（2003年11月 マガジンハウス / 2007年8月 角川文庫）
- 『孤独か、それに等しいもの』（2004年4月 角川書店 / 2006年9月 角川文庫）
- 『別れの後の静かな午後』（2004年10月 中央公論新社 / 2007年9月 中公文庫）
- 『ドイツイエロー、もしくはある広場の記憶』（2005年6月 新潮社 / 2008年1月 新潮文庫）
- 『優しい子よ』（2006年6月 講談社）
- 『タペストリーホワイト』（2006年10月 文藝春秋 / 2009年9月 文春文庫）
- 『スワンソング』（2007年8月 角川書店 / 2010年6月 角川文庫）
- 『ディスカスの飼い方』（2009年1月 幻冬舎）のち文庫
- 『存在という名のダンス』（2010年1月 角川書店）
  - 【改題】孤独の森（2012年12月 角川文庫）
- 『ランプコントロール』（2010年7月 中央公論新社 / 2013年7月 中公文庫）
- 『ユーラシアの双子』（2010年11月 講談社 / 2016年3月 講談社文庫） - 書き下ろし100冊
- 『Railway stories』（2010年3月 ポプラ社）
- 『さようなら、僕のスウィニー』（2014年4月 ポプラ文庫）
- 『ロストデイズ』（2015年2月 祥伝社 / 2018年8月 祥伝社文庫）

### その他（エッセイなど）
- 『編集者T君の謎 将棋業界のゆかいな人びと』（2003年1月 講談社 / 2006年7月 講談社文庫 / 2014年8月 角川文庫）
- 『傘の自由化は可能か』（2006年11月 角川書店 / 2009年11月 角川文庫）
- ラジオドラマ DOCOMO シーソーメール〜SHE SAW MAIL〜 シーズン1、シーズン2の脚本（2010年4月-9月 TOKYO-FM）
- 『西の果てまで、シベリア鉄道で ユーラシア大陸横断旅行記』（2012年3月 中央公論新社）
- 『棋士という人生: 傑作将棋アンソロジー』 (編著、2016年9月 新潮文庫)

## 漫画化作品
- 将棋の子（漫画：菊池昭夫）

## 映像化作品
ドラマ
- 聖の青春（TBS、主演：藤原竜也、2001年1月6日放送）

映画
- アジアンタムブルー（監督：藤田明二、主演：阿部寛、2006年公開）
- 聖の青春（監督：森義隆、主演：松山ケンイチ、2016年11月19日公開）